# Tympanogaster
Tympanogaster är ett släkte av skalbaggar. Tympanogaster ingår i familjen vattenbrynsbaggar.

## Dottertaxa tillTympanogaster, i alfabetisk ordning[1]
- Tympanogaster aldinga
- Tympanogaster amaroo
- Tympanogaster ambigua
- Tympanogaster arcuata
- Tympanogaster atroargenta
- Tympanogaster barronensis
- Tympanogaster bondi
- Tympanogaster bryosa
- Tympanogaster buffalo
- Tympanogaster canobolas
- Tympanogaster cardwellensis
- Tympanogaster cascadensis
- Tympanogaster clandestina
- Tympanogaster clypeata
- Tympanogaster cooloogatta
- Tympanogaster coopracambra
- Tympanogaster cornuta
- Tympanogaster costata
- Tympanogaster crista
- Tympanogaster cudgee
- Tympanogaster cunninghamensis
- Tympanogaster darlingtoni
- Tympanogaster deanei
- Tympanogaster decepta
- Tympanogaster dingabledinga
- Tympanogaster dorrigoensis
- Tympanogaster dorsa
- Tympanogaster duobifida
- Tympanogaster eungella
- Tympanogaster finniganensis
- Tympanogaster foveova
- Tympanogaster grampians
- Tympanogaster gushi
- Tympanogaster hypipamee
- Tympanogaster illawarra
- Tympanogaster intrincata
- Tympanogaster jaechi
- Tympanogaster juga
- Tympanogaster kuranda
- Tympanogaster lamingtonensis
- Tympanogaster macrognatha
- Tympanogaster magarra
- Tympanogaster maureenae
- Tympanogaster megamorpha
- Tympanogaster merrijig
- Tympanogaster millaamillaa
- Tympanogaster modulatrix
- Tympanogaster monteithi
- Tympanogaster moondarra
- Tympanogaster mysteriosa
- Tympanogaster nargum
- Tympanogaster newtoni
- Tympanogaster novicia
- Tympanogaster obcordata
- Tympanogaster ovipennis
- Tympanogaster pagetae
- Tympanogaster parallela
- Tympanogaster perpendicula
- Tympanogaster plana
- Tympanogaster porchi
- Tympanogaster precariosa
- Tympanogaster protecta
- Tympanogaster punctata
- Tympanogaster ravenshoensis
- Tympanogaster robinae
- Tympanogaster schizolabra
- Tympanogaster serrata
- Tympanogaster spicerensis
- Tympanogaster storeyi
- Tympanogaster subcostata
- Tympanogaster summa
- Tympanogaster tabula
- Tympanogaster tallawarra
- Tympanogaster tenax
- Tympanogaster thayerae
- Tympanogaster tora
- Tympanogaster trilineata
- Tympanogaster truncata
- Tympanogaster wahroonga
- Tympanogaster wattsi
- Tympanogaster weiri
- Tympanogaster volata
- Tympanogaster wooloomgabba